# HoYeon Jung
Jung Ho-Yeon (Seul; 정호연, 23 de junho de 1994) é uma atriz e modelo sul-coreana, ficou mundialmente conhecida por interpretar Kang Sae-byeok em Squid Game.

## Carreira
Jung começou a ter aulas de modelagem aos 15 anos e começou a trabalhar como modelo freelance em 2010 aos 16 anos. Ela desfilou na Seoul Fashion Week sem um agente quando tinha 17 anos.
Em setembro de 2018, o site Models.com incluiu Jung em sua lista dos 50 melhores modelos. No Asian Model Awards de 2019, ela ganhou o Asian Star Award.

## Vida pessoal
Jung nasceu em Seul, na Coreia do Sul, e tem dois irmãos. Jung se formou na Dongduk Women's University e formou-se em modelagem.

## Imagem pública
Enquanto trabalhava como modelo, Jung ficou conhecido pelos designers como a "asiática ruiva". Monica Kim da Vogue a chamou de "um dos melhores talentos de modelo de Seul" em 2015. Em 2021, K-Ci Williams da revista Vulture chamou Jung de "a atual garota do mundo". Jung se tornou a atriz sul-coreana mais seguida no Instagram em 2021, superando as atrizes Lee Sung-kyung e Song Hye-kyo e, em outubro de 2021, tinha mais de 20 milhões de seguidores na plataforma.

## Filmografia
- Round 6